# Liste der Stolpersteine in Schneeberg
Die Liste der Stolpersteine in Schneeberg enthält sämtliche Stolpersteine, die im Rahmen des gleichnamigen Kunst-Projektes von Gunter Demnig in Schneeberg im Erzgebirgskreis verlegt wurden.

## Hintergrund
Der erste und bisher einzige Stolperstein in Schneeberg wurde am 16. Juni 2003 von Gunter Demnig in Anwesenheit des 90-jährigens Sohnes von Eva Esther Scheinig, dessen Frau, der Tochter und eines eigens aus Brasilien angereisten Enkelsohns verlegt. Gleichzeitig erfolgte an diesem Tag die Verlegung eines weiteren Steins für Eva Esther Scheinig am Standort des ehemaligen „Judenhauses“ am heutigen Dr.-Friedrichs-Ring in Zwickau mit sechs weiteren Stolpersteinen.

## Liste der Stolpersteine in Schneeberg
| Bild | Adresse                                      | Verlegedatum  | Person, Inschrift                                                                                           | Kurzvita/Anmerkungen |
| ---- | -------------------------------------------- | ------------- | --- | --- |
|      | Neustädtler Straße 6 08289 Schneeberg (Lage) | 16. Juni 2003 | Hier wohnte Eva Esther Scheinik Jg. 1886 ausgewiesen 1938 nach Polen deportiert 1942 verschollen in Belzyce | Die Auswanderung von Eva Esther Scheinik nach Uruguay scheiterte an einem Schreiben der bolivianischen Botschaft, welches bei den Schneeberger Behörden durch eine Panne liegen geblieben war. Weil ihre Aufenthaltsgenehmigung dadurch die Gültigkeit verlor, wurde sie in das sogenannte „Judenhaus“ nach Zwickau gebracht. Am 10. Mai 1942 erfolgte die Deportation in das Ghetto Bełżyce, wo sie vermutlich ermordet wurde. |